# Rumford, Maine
Rumford är en kommun (town) i Oxford County i delstaten Maine i USA. Den hade 5 858 invånare, på en yta av 180,91 km² (2020).
Rumford, som är beläget i Black Mountains, är en välkänd skidort. Den har varit värd för ett flertal större skidevenemang, däribland längdskidåkningen vid världsmästerskapen i nordisk skidsport 1950.